# 진주는 천리길
"진주는 천리길"은 한국에서 제작된 정일택 감독의 1958년 영화이다. 김웅 등이 주연으로 출연하였고 김경준 등이 제작에 참여하였다.

## 출연

### 주연
- 김웅
- 한미나
- 성소민
- 양일민

## 기타
- 조명: 고해진
- 녹음: 최칠복
- 미술: 임명선